# Палатовка
Палатовка — село в Аткарском районе Саратовской области России. Входит в состав Даниловского муниципального образования.

## География
Село находится в пределах Приволжской возвышенности, в степной зоне, на правом берегу реки Медведицы, на расстоянии примерно 15 километров (по прямой) к северо-северо-востоку (NNE) от города Аткарск. Абсолютная высота — 156 метров над уровнем моря.
Климат
Климат характеризуется как умеренно континентальный с холодной малоснежной зимой и жарким сухим летом. Средняя многолетняя температура самого холодного месяца (января) составляет −12,1 — −12,6°С, температура самого тёплого (июля) 20,8 — 21,4°С. Среднегодовое количество атмосферных осадков — 375—450 мм. Снежный покров держится в среднем 130—135 дней в году.
Часовой пояс
Село Палатовка, как и вся Саратовская область, находится в часовой зоне МСК+1. Смещение применяемого времени относительно UTC составляет +4:00.

## Население
| 2010 |
| ---- |
| 23   |

Гендерный состав
По данным Всероссийской переписи населения 2010 года в гендерной структуре населения мужчины составляли 43,5 %, женщины — соответственно 56,5 %.
Национальный состав
Согласно результатам переписи 2002 года, внациональной структуре населения русские составляли 100 % из 16 чел.